# Hermann Krauß (Mediziner)

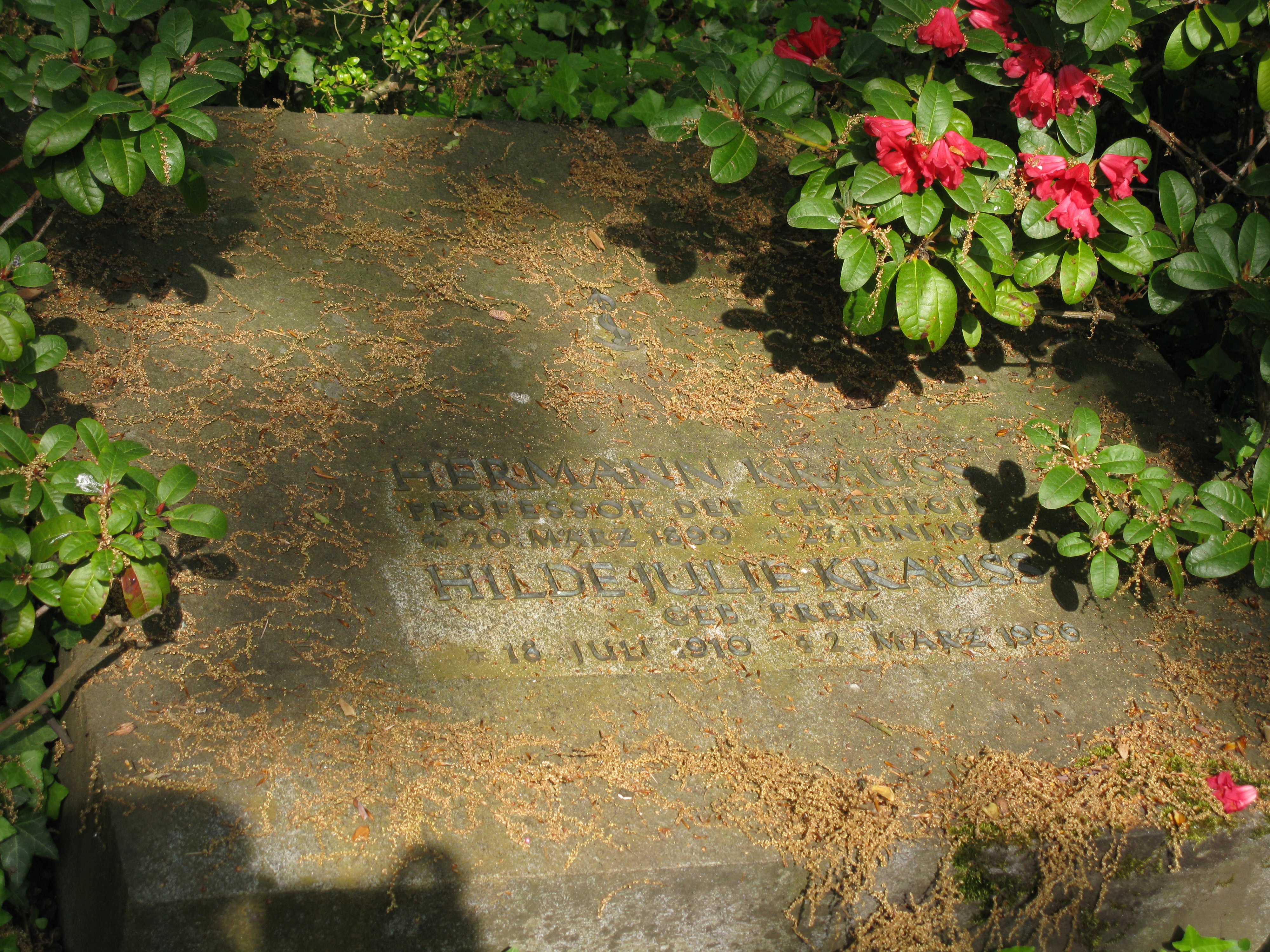
Krauß’ Grab auf dem Freiburger Hauptfriedhof

Hermann Eitel Wilhelm Krauß (* 20. März 1899 in Calw; † 27. Juni 1971 in Freiburg im Breisgau) war ein deutscher Chirurg.

## Leben
Hermann Krauß studierte von 1919 bis 1923 Humanmedizin in Tübingen und Berlin. Seit 1919 war er Mitglied der Studentenverbindung Tübinger Königsgesellschaft Roigel. Er wurde 1934 Privatdozent an der Universität Berlin, war Assistenzarzt und Oberarzt unter Ferdinand Sauerbruch an der Charité und wurde 1939 in Berlin zum außerplanmäßigen Professor für Chirurgie ernannt. Zudem leitete er das Krankenhaus Am Urban in Berlin. Während des Zweiten Weltkrieges war er beratender Chirurg der Heeres-Sanitätsinspektion.
Im Auftrag Sauerbruchs betreute er 1934 den kranken Reichspräsidenten Paul von Hindenburg in der letzten Lebensphase auf Gut Neudeck als „Krankenwache“.
Nach Kriegsende wurde er als SS-Mitglied ab 1945 drei Jahre in Lagerhaft in Garmisch interniert und war nach der Entlassung ab 1948 Direktor der großen chirurgischen Abteilung des Kreiskrankenhauses in Göppingen (er hatte sich gegen den zur gleichen Zeit ergangenen Ruf auf das Ordinariat in Tübingen entschieden). Wie sein Lehrer Sauerbruch war Krauß auch auf dem Gebiet der Thoraxchirurgie tätig und hatte bereits erste Mitralstenosesprengungen durchgeführt.
Im Jahr 1952 folgte er einem Ruf als ordentlicher Professor und Direktor der Chirurgischen Universitätsklinik in Freiburg. Zu seinen chirurgischen Schülern gehörte Ernst Kern, der sich bereits 1951 bei ihm vorgestellt hatte, von 1954 bis 1966 bei Krauß Assistent und Oberarzt war und sich 1959 bei ihm habilitiert hatte. Im Jahr 1953 initiierte Krauß eine neue Anästhesieabteilung, als deren Leiter er Kurt Wiemers an die Chirurgische Universitätsklinik berief. Die Festrede zum 60. Geburtstags Krauß’ hielt sein Erster Oberarzt Fritz Kümmerle. Zu diesem Geburtstag widmete ihm der mit Krauß befreundete Internist Ludwig Heilmeyer das von diesem 1955 erstmals herausgegebene Lehrbuch der Inneren Medizin.
Ab 1964 war Krauß Präsident der Deutschen Gesellschaft für Chirurgie. Seine Abschiedsvorlesung hielt er im Juli 1969. Nach seiner Emeritiung starb Krauß, dessen Lebensinhalt die Chirurgie war, bald darauf 1971.

## Ehrungen
- 1969: Großes Verdienstkreuz der Bundesrepublik Deutschland